# Святий вечір!
«Святий вечір» — прозовий твір Лесі Українки, «образочки».

## Історія написання
Вперше надруковано у журналі «Зоря», автограф не зберігся.
Датується 1888 р. на підставі листа Олени Пчілки до М. Косача від 30 жовтня 1889 p.:
|  | Ще думаю послать, бо вже пора, ті три малюночки «Святого вечора» Лесі, що вона писала торік |

## Сюжет
Твір складається з 4 «образочків». У першому описується Святий Вечір у звичайній селянській незаможній родині, у другому — у багатій родині. Головний персонаж третього — школярик, який спішить додому на свято, четвертого - бідна дівчина, яка все ж таки бачить всю чарівність сімейного святого вогника.